# Baltimore Open 1972
Il Baltimore Open 1972  è stato un torneo di tennis giocato sul sintetico indoor. È stata la 1ª edizione del torneo, che fa parte del Commercial Union Assurance Grand Prix 1972. Si è giocato a Baltimora negli Stati Uniti, dal 3 al 9 gennaio 1972.

## Campioni

### Singolare
Ilie Năstase ha battuto in finale  Jimmy Connors con il punteggio di 1–6, 6–4, 7–6

### Doppio
Jimmy Connors /  Haroon Rahim hanno battuto in finale  Pierre Barthes /  Clark Graebner con il punteggio di 6–3, 3–6, 6–3